# Stephan Graf von Spee
Stephan Rudolf Hubertus Maria Konrad Liborius Graf von Spee (* 23. Juli 1944) ist ein deutsches Mitglied der Malteser.

## Leben
Graf von Spree wurde als Sohn von Ferdinand Graf von Spee (1908–1980) und Huberta Freiin von Twickel (* 1921) geboren. Er ist der Enkel von Stephan von Spee (1866–1956). Von 1982 bis 2006 gehörte er dem Kirchenvorstand seiner Heimatpfarrei St. Antonius Einsiedler in Finnentrop-Heggen an, für drei Jahre als stellvertretender Vorsitzender. Außerdem war er Mitglied im Verbandsausschuss der Kirchengemeinden in den Kreisen Olpe und Siegen, dessen stellvertretender Vorsitzender er von 2001 bis 2007 war. Er war von 1984 bis 1989 Mitglied im Rat der Gemeinde Finnentrop und von 1989 bis 1999 im Kreistag in Olpe. Seit 1990 gehört er dem Vorstand des Waldbauernverbands im Kreis Olpe an. Von 1977 bis 2013 wirkte er im Vorstand der Raiffeisen-Warengenossenschaft Attendorn.
Er wohnt auf Schloss Ahausen und betreibt seit dem Tod seines Vaters 1980 den Gräflich von Spee’schen Forstbetrieb Heltorf.
Seit 1968 ist er Mitglied beim Malteser Hilfsdienst. Von 1998 bis 2009 war er stellvertretender Diözesanleiter im Erzbistum Paderborn. Ab 2005 war er kommissarischer Diözesanleiter im Erzbistum Paderborn. Zwischen 2009 und 2011 war er gewählter Diözesanleiter. Zwischen 2009 und 2014 war er Leiter der Lourdeswallfahrt mit mehr als 800 Teilnehmern.

## Familie
1984 heiratete er Gabriele Freiin von Boeselager (* 1956 in Ankum) und hat mit ihr fünf Kinder:
- Catharina (* 1985)
- Friedrich (* 1986)
- Aline (* 1988)
- Rudolf (* 1991)
- Irmgard (* 1992)

## Ehrungen
- 1990: Malteser-Plakette in Silber[2]
- 2007: Ehren- und Devotionsritter der Deutschen Assoziation des Souveränen Malteser-Ritter- und Hospitalordens
- 2013: Raiffeisen-Ehrennadel in Silber
- 2014: Verdienstkreuz am Bande des Verdienstordens der Bundesrepublik[6]
- 2015: Päpstlicher Ritter des Ordens vom Heiligen Papst Silvester[7]